# Kouty (powiat Třebíč)
Kouty – miejscowość i gmina (obec) w Czechach, w kraju Wysoczyna, w powiecie Třebíč. W 2022 roku liczyła 390 mieszkańców.